# Carlos Castelo
Carlos Antônio de Melo e Castelo Branco (Teresina, 18 de abril de 1958) é um jornalista, publicitário premiado em Cannes, poeta e humorista brasileiro. É conhecido como Carlos Castelo, Carlos Melo e outros pseudônimos.

## Biografia
Está radicado em São Paulo desde 1961.
É um dos idealizadores do grupo de humor musical Língua de Trapo, que acabou virando ícone da “vanguarda paulista”, nos anos 1980, junto a colegas do curso de jornalismo, num estilo que misturava rock, samba e humor. Usava então o pseudônimo Carlos Melo - além de batizar o grupo, escreveu grande parte das letras e criou esquetes.
É o letrista das músicas Concheta, Xingu Disco, Os Metaleiros Também Amam (finalista do Festival dos Festivais, da Rede Globo), Como é Bom Ser Punk, Tragédia Afrodisíaca, Deusdéti, Samba Enredo da TFP e muitas mais presentes no repertório do grupo.
Em 2016 participou da criação de O Último CD da Terra. O álbum foi indicado nas categorias “Melhor Álbum do Ano”, “Melhor Álbum Pop Contemporâneo em Língua Portuguesa” e “Melhor Arte de Capa” ao 17º Grammy Latino.
Suas primeiras crônicas apareceram na grande imprensa no início dos anos 1980, na coluna "Antena" do Caderno 2 de O Estado de S. Paulo. Colaborou ainda com Playboy, Jornal da Tarde, VIP, O Pasquim, O Planeta Diário, Caros Amigos, Cult, O Dia, entre outros.
Escreve, desde 2014, a coluna "Crônica por Quilo", no Estadão. É ainda cronista do jornal O Dia (Piauí) e do portal Brasil 247. 
Numa carreira como publicitário desde 1988, atuou em várias agências da capital paulista.